# Lee Chaolan
Lee Chaolan (Kinesiska: 李 超狼 Pinyin: Lǐ Chāoláng, japanska: リー・チャオラン Rī Chaoran) är en fiktiv karaktär i datorspelsserien Tekken. 

## Historia

### Före Tekken - Tekken (1)
Lee Chaolan är Heihachi Mishimas adopterade son, och därmed också Kazuya Mishimas bror. Lees föräldrar dog när han var liten, och lämnade honom att ta hand om sig själv på gatan. Lee blev snabbt en duktig slagskämpe med reflexer som var otroliga för en pojke i hans ålder. Det var dessa kvaliteter som fångade Heihachis uppmärksamhet, när han såg Lee slåss mot några andra ungdomar, medan han var på en affärsresa. Imponerad av Lees naturliga begåvning, beslöt Heihachi att adoptera Lee och tog honom till Japan för att utbilda honom. Det är okänt om han egentligen hade några äkta faderskänslor för Lee; troligtvis uppfostrade Heihachi honom bara för att ersätta sin biologiske son, Kazuya Mishima, som ansågs vara för svag för att ärva Zaibatsu, eller kanske för att sporra Kazuya till att försöka bli en värdigare arvinge.
Under händelserna innan det första Tekken skickade Heihachi Lee till USA, för att ta hand om Mishima Zaibatsu och fortsätta sin utbildning, medan Heihachi tränade Kazuya i "Mishima Style Fighting Karate". Lee studerade tillsammans med Marshall Law och Paul Phoenix, vilket är anledningen till att Lee delar några av sina attacker med Law. 

### Tekken 2 och 3
När Kazuya tog Zaibatsu från Heihachi beslöt Lee att samarbeta med Kazuya, och fick jobba med sekretariatet hos Kazuya. Det antas att han gjorde detta för att komma i god position för att senare överta Zaibatsu. Lee var också chef över Kazuyas personliga livvakter (Anna Williams, Bruce Irvin, Ganryu), och han basade också över Doktor Boskonovitch's projekt, att skapa det ultimata militäriska djuret åt Kazuya.
Lee slogs i det andra King of Iron Fist Tournament, med avsikt att ta Zaibatsu från Kazuya. Heihachi återvände från sin "död" och besegrade både Lee och Kazuya. Han slängde den sistnämnde i gapet på en aktiv vulkan och förvisade Lee från allt som hade med honom eller Zaibatsu att göra, medan han hotade med samma öde Kazuya gått till mötes.
Lee stannade i Japan en tid efteråt och planerade att lönnmörda Heihachi som hämnd, men han kom fram till att det var meningslöst att döda en gammal man, som antagligen ändå bara hade några få år kvar att leva. Han gav sig följaktligen av till USA, och började planera gruden för det som varit hans mål sedan länge; ett robotföretag. Han beslöt också att ta totalt avstånd från att slåss. Han bosatte sig på en avskild plats i Bahamas för att samla ihop till sin egen egendom.
Någon gång innan King of Iron Fist Tournament 3, var Lee uppenbart en av stridskämparna som attackerades av Ogre, eftersom Ogre har några av Lees attacker. Lee överlevde dock attacken. 

### Tekken 4-5
I den fjärde turneringen är Lee en framgångsrik affärsman och direktör i sitt nu blomstrande robotföretag. Han lever sina lyckliga dagar i en herrgård i Bahamas, utan att verka bry sig om omvärlden. Men en dag läser han om en stor utförsäljning av G Corporations lager på Internet. Han tar reda på mer om det och får veta att det anordnas eftersom huvudkontoret attackerats av Michima Zaibatsu Tekken Force. Några dagar senare anordnas King of Iron Fist Tournament 4. Lee känner på sig att det är något skumt på gång, men samtidigt har hans passion för att slåss inte dött.

### Tekken 6
Efter att ha fått information om att Kazuya själv skulle delta så deltog Lee också i "Iron Fist Tournament 6" för att komma så nära Kazuya som möjligt.